# Walter Kröhnke

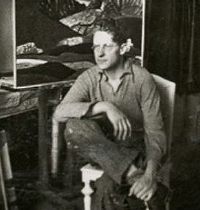
Walter Kröhnke

Walter Adolf Kröhnke (* 13. Juni 1903 in Hamburg; † 1944 in Russland bzw. vermisst) war ein deutscher Bildender Künstler.

## Leben
Kröhnke war der Sohn eines Chemie-Professors und kam mit seiner Familie als Zweijähriger nach Berlin. Er studierte von 1922 bis 1926 an der Hochschule für die bildenden Künste in Berlin, zunächst bei Spiegel, später bei Karl Hofer. Dem Studium schlossen sich von 1927 bis 1932 ein Studienaufenthalt in Sanary und fünf Jahre in Paris sowie Reisen nach Italien und Spanien an. 1933 heiratete Kröhnke die Malerin Louise Rösler. 1940 wurde beider Tochter Anka Kröhnke geboren.
Während der Zeit des Nationalsozialismus versuchte er, seinen Lebensunterhalt als Fotograf zu verdienen, später auch als Porträtmaler. 1936 fand noch eine Einzelausstellung in der Galerie Feldhäusser und Fritze in Berlin statt; die Galerie wurde jedoch bald danach geschlossen.
1939 wurde Kröhnke zur Wehrmacht einberufen. Er nahm 1940 am Norwegenfeldzug teil und blieb danach bis Ende 1943 in Norwegen stationiert. Dann wurde er an die Ostfront nach Russland versetzt, und seit 1944 gilt er als dort vermisst.
1943 wurde sein Atelier in Berlin bei einem Bombenangriff zerstört, wobei viele Gemälde und Zeichnungen verloren gingen. Nur ein kleiner Teil, zuvor nach Dänemark bzw. Bayern ausgelagert, blieb erhalten.
Seit 23. März 1944 wurde er in Russland vermisst. Er wurde mit Urteil des Amtsgerichts Schöneberg vom 8. Januar 1971 zum 31. Dezember 1945 für tot erklärt.

## Ausstellungen
- 1930 Beteiligung Große Kunstausstellung Hannover sowie Salon d´Automne Paris (beide Male noch unter dem Pseudonym Nari)
- 1936 Galerie Feldhäusser und Fritze, Berlin
- 1949 Einzelausstellung im Frankfurter Kunstkabinett Hanna Bekker vom Rath.
- 1950 Ausstellung mit Louise Rösler in der Kunsthalle Düsseldorf

## Werke in Museen
- Berlinische Galerie
- Kunstmuseum Düsseldorf
- Städelsches Kunstinstitut, Frankfurt/Main
- Museum Ludwig, Köln
- Von der Heydt-Museum Wuppertal